# Этчаменди, Вашингтон
Ва́шингтон Этчаме́нди (исп. Washington Etchamendi; 2 марта 1921, Монтевидео — 30 мая 1976, Кали) — уругвайский футбольный тренер. В большей степени известен своей работой с «Насьоналем», которого привёл к трём чемпионским титулам в Уругвае, а также к победам в Кубке Либертадорес и Межконтинентальном кубке в 1971 году.

## Биография
Вашингтон Этчаменди родился в районе Монтевидео Ла-Агуада в 1919 году. На профессиональном уровне не играл в футбол, поскольку, будучи игроком любительской команды в возрасте 19 лет получил тяжёлую травму.
Начал тренерскую карьеру в «Канильитас», затем работал в «Дефенсоре», в тренерском штабе сборной Уругвая, с перерывом на работу в «Ливерпуле», после чего вернулся в клубный футбол — возглавлял аргентинские команды «Унион Санта-Фе», «Лос-Андес», уругвайские «Серро», «Белья Виста» и «Насьональ». С последним клубом добился наибольших достижений в карьере. В 1968 году вывел трёхцветных в финал Кубка Либертадорес, но там уступил аргентинскому «Эстудиантесу». В начале 1970-х в «Насьонале» началась «золотая эпоха» — трижды подряд (в 1970, 1971, 1972 годах) Этчаменди приводил «Насьональ» к победам в чемпионате Уругвая (всего клуб одержал 4 победы подряд — серия началась в 1969 году ещё при прежнем тренере), а в 1971 году завоевал впервые в истории клуба Кубок Либертадорес. В матчах за Межконтинетальный кубок «Насьональ» выиграл 3:2 по сумме двух матчей у греческого «Панатинаикоса», финалиста Кубка европейских чемпионов, поскольку победитель этого турнира амстердамский «Аякс» отказался от участия в турнире.
В 1972 году ушёл из «Насьоналя» после поражения от «Пеньяроля» в товарищеском матче со счётом 0:4. Некоторое время работал с «Белья Вистой» и в сборных Парагвая и Уругвая. В начале 1976 года пришёл в «Депортиво Кали». В воскресенье 30 мая «Депортиво» проводил очередную игру Апертуры чемпионата Колумбии на домашнем стадионе «Паскуаль Герреро» против «Индепендьенте Санта-Фе». «Депортиво» делил 1-2 места с «Мильонариос», а «Санта-Фе» занимал 3-е место в чемпионате. Хозяева усилиями аргентинца Рикардо Руиса Морено вышли вперёд, однако Хосе Антонио Тебес оформил дубль и вывел вперёд «Индепендьенте». Затем у «Депортиво» удалили за грубую игру Освальдо Калеро, после чего Этчаменди ушёл на несколько минут в раздевалку. Он вернулся на тренерскую скамейку, но через некоторое время он внезапно упал — у тренера случился острый инфаркт миокарда. Усилия медиков были тщетными и спустя 33 минуты, уже по прибытии в госпиталь, была констатирована смерть Этчаменди.
Вашингтон Этчаменди придерживался острого атакующего футбола, также был известен как автор большого числа цитат и афоризмов.

«В мире всё больше нужны две вещи: демократия и нападающие.»

При жизни Пульпу часто сравнивали с Сальвадором Альенде за внешнее сходство. Через несколько дней тело Вашингтона было отправлено в родной Монтевидео, где он и был похоронен. У Вашингтона Этчаменди осталась дочь Сильвия, которой на момент смерти отца было 12 лет, а также ещё двое детей — Мария и Лусио.

## Титулы
- Межконтинентальный Кубок: 1971
- Кубок Либертадорес: 1971
- Чемпион Уругвая (3): 1970, 1971, 1972